# Villa Solhem
Villa Solhem  är en villa på Södra Djurgården i Stockholm. Villan är belägen vid Singelbacken 14 norr om Djurgårdsvägen. 

## Historik
Villa Solhem uppfördes 1874 som en privatbostad för den dansk-norske konsthistorikern Lorentz Dietrichson. Med hjälp av sina kolleger vid Konstakademien, Ernst Jacobsson och Gustaf Dahl, gjorde han själv ett första utkast till villan. Huset ritades slutligen av Jacobsson i en fornnordisk stil i trä med ett utkragande övre våningsplan. Fasaderna är behandlade med tjära. I övre våningsplan dominerar en lång fönsterrad med halvrund överdel och spröjsade fönsterrutor. Mellan fönstren anordnades pilastrar med grön- och rödmålade detaljer. Många motiv hämtades från fornnordisk träbyggnadskonst och Dietrichson gav huset en norsk prägel under en tid av den svensk-norska unionen. I sin nationalromantiska, fornnordiska stilen påminner Solhem mycket om Villa Tallom som uppfördes i Stocksund 30 år senare.
År 1875, ett år efter att huset stod färdigt, återvände Dietrichson till Kristiania i Norge och villan såldes till vice häradshövding Richard Thorell, stadsarkivarie i Stockholm mellan 1892 och 1899. Efter dennes bortgång 1914 nyttjades rätten till tomten och villan av hans änka Hildegard Thorell; då kallades byggnaden även Thorellska villan. Efter 1930 övertogs fastigheten av Halvar Sundberg, finansborgarråd i Stockholm 1936–1940 och kusin till Yngve Larsson som bodde i Villa Mullberget i närheten. Efter Halvar Sundbergs död 1973 disponerades villan av sonen professor Johan Sundberg och systern tidigare lagmannen Brita Sundberg-Weitman med familj.